# BORGChat
BORGChat é um software de mensagens instantâneas pela rede, lançado pela Ionut Cioflan (IOn) em 2002. O BORGChat alcançou uma relativa popularidade, e é considerado um programa de chat completo para redes de área local. Um plugin chamado "BORGVoice" que permite o uso de voz encontra-se em versão alfa.